# Västra Lindsjön
Västra Lindsjön är en sjö i Mora kommun i Dalarna och ingår i Dalälvens huvudavrinningsområde. Sjön har en area på 0,338 kvadratkilometer och ligger 299 meter över havet. Vid provfiske har abborre och mört fångats i sjön.

## Delavrinningsområde
Västra Lindsjön ingår i det delavrinningsområde (674973-141658) som SMHI kallar för Inloppet i Flaxtjärnen. Medelhöjden är 319 meter över havet och ytan är 14,15 kvadratkilometer. Det finns inga avrinningsområden uppströms utan avrinningsområdet är högsta punkten. Vattendraget som avvattnar avrinningsområdet har biflödesordning 6, vilket innebär att vattnet flödar genom totalt 6 vattendrag innan det når havet efter 368 kilometer. Avrinningsområdet består mestadels av skog (81 procent). Avrinningsområdet har 0,7 kvadratkilometer vattenytor vilket ger det en sjöprocent på 5 procent.